# Jenő Benda
Jenő Benda (18. únor 1882 Chust – 24. listopad 1944 Dachau) byl maďarský spisovatel, novinář, redaktor, právník, stenograf.

## Život
Narodil se v protestantské rodině. Jeho otec byl okresní soudce. Střední školu vystudoval v Sighetu Marmației, poté získal doktorát práv v Budapešti. Od roku 1902 pracoval pro Magyar Szó, od roku 1906 pro Egyetérts a od roku 1911 pro Pesti Hírlap. Jako novinář a stenograf se účastnil maďarské delegace na pařížských mírových jednáních. Během 2. světové války se účastnil odboje, v důsledku čehož byl jako politický vězeň poslán do koncentračního tábora Dachau, kde dne 24. listopadu 1944 zemřel.

## Dílo
Jeho kniha Podněcovatelé a zákulisí světové války, vydaná v roce 1918, je odvážným a významným novinářským počinem, který viní z války imperialismus. Ve svém díle zapsaném ve svém deníku o pařížské mírové konferenci nazvaném anglicky The Calvary Journey of Peace vyjádřil svůj iredentistický názor. Psal také romány a divadelní hry.